# Chris Armas
Chris Armas (Bronx, 27 augustus 1972) is een voormalig voetballer uit de Verenigde Staten, die speelde als verdedigende middenvelder. Hij is van Puerto Ricaanse origine. Hij beëindigde zijn actieve loopbaan in 2007 bij de Amerikaanse club Chicago Fire, en stapte vervolgens het trainersvak in.

## Interlandcarrière
Armas speelde in totaal 66 officiële interlands (twee goals) voor de nationale ploeg van de Verenigde Staten, nadat hij in 1993 vijf keer was uitgekomen voor Puerto Rico. Hij maakte zijn debuut voor Team USA op 6 november 1998 in de vriendschappelijke wedstrijd tegen Australië (0–0) in San Jose. Hij viel in die wedstrijd na 45 minuten in voor Richie Williams. Armas miste het WK voetbal 2002 vanwege een blessure en was reserve bij de Amerikaanse selectie, die vier jaar later deelnam aan de WK-eindronde.

## Erelijst
Chicago Fire
- MLS Cup

Winnaar: 1998